# Аварійний захист
Аварійний захист — (англ. emergency protection,  нім. Havarieschutz m, рос. аварийная защита — передбачена система (пристрій, елемент, програма), призначена для забезпечення безпеки в аварійній ситуації.
В українському законодавстві, що регулює ядерну та радіаційну безпеку визначається: «Аварійний захист – захист, який ініціює швидку зупинку реактора та тривалу підтримку активної зони у підкритичному стані при порушенні умов безпечної експлуатації або ризику переростання аварійної ситуації в аварію».
Автоматична система безпеки (англ. Safety instrumented system, SIS) складається з набору апаратних і програмних засобів управління, які використовуються насамперед в критичних процесах. Критичний процес може бути визначений як такий, що після запуску і виникнення оперативної проблеми, можливо, повинен бути переведений в «безпечний стан», щоб уникнути негативних наслідків у вигляді загрози безпеці, здоров'ю і навколишньому середовищу (SH & E). 
У систему захисту зазвичай входить деякий чутливий елемент (датчик), який повинен зафіксувати наявність в контрольованому процесі аварійної ситуації, а також виконавчий механізм - для створення «управляючих впливів» (зупинки процесу).
Прикладом критичного процесу була експлуатація парового котла. Критичними були: 
- запалення пальників,
- контроль за рівнем води в котлі,
- регулювання тиску пари.